# Kärrskedmossa
Kärrskedmossa (Calliergon cordifolium) är en bladmossart som beskrevs av Kindberg 1894. Enligt Catalogue of Life ingår Kärrskedmossa i släktet skedmossor och familjen Amblystegiaceae, men enligt Dyntaxa är tillhörigheten istället släktet skedmossor och familjen Calliergonaceae. Arten är reproducerande i Sverige. Inga underarter finns listade i Catalogue of Life.

## Bildgalleri

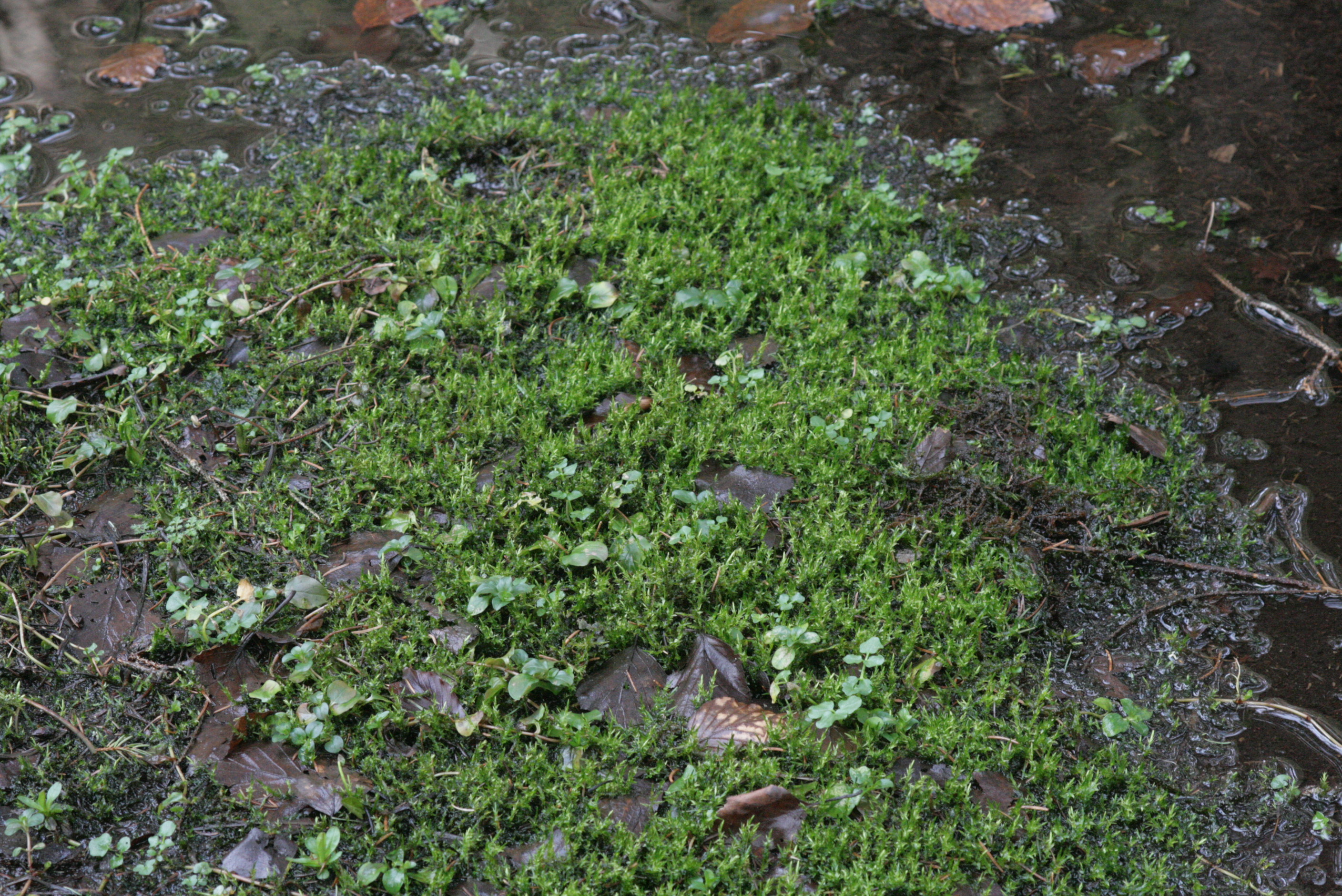
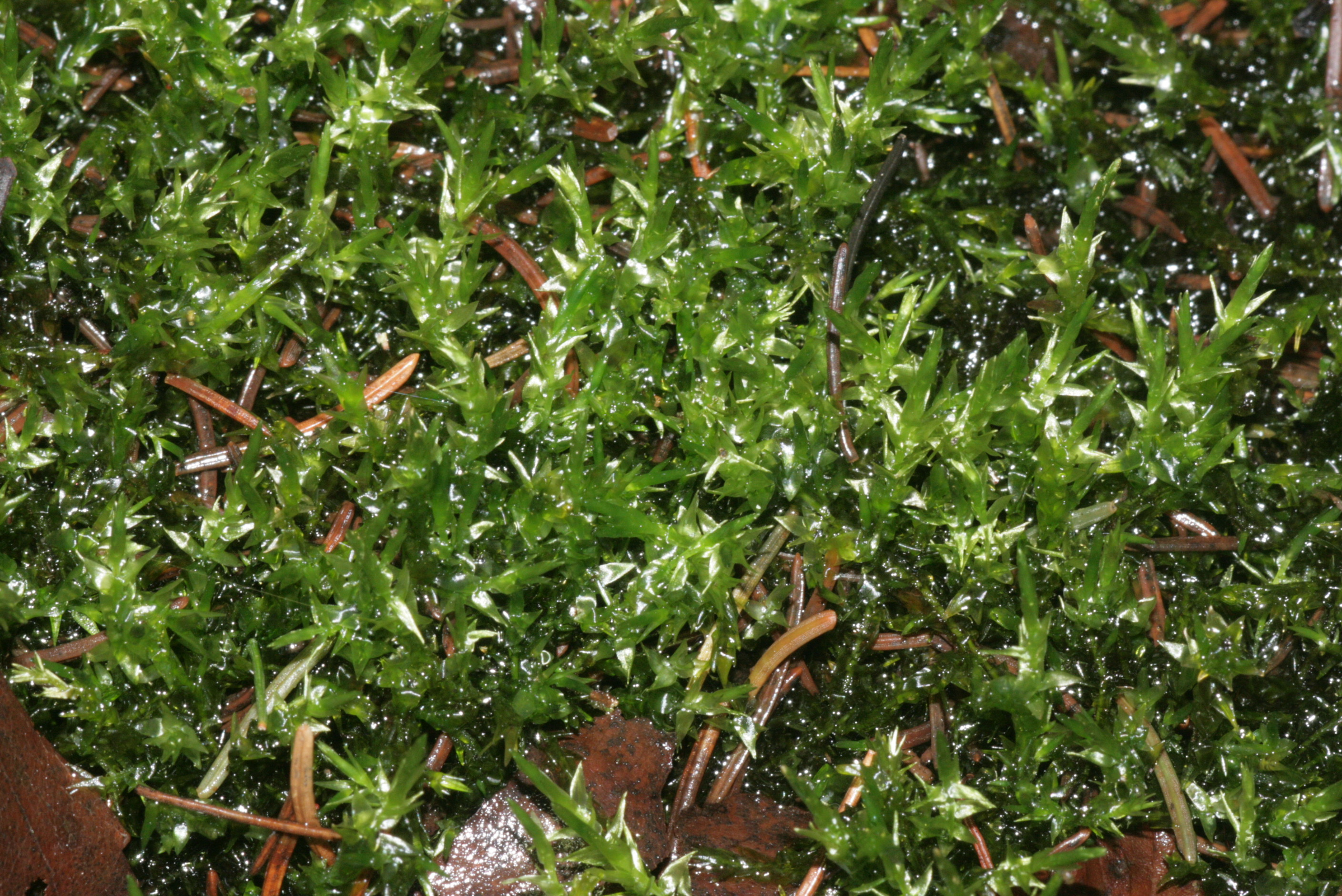
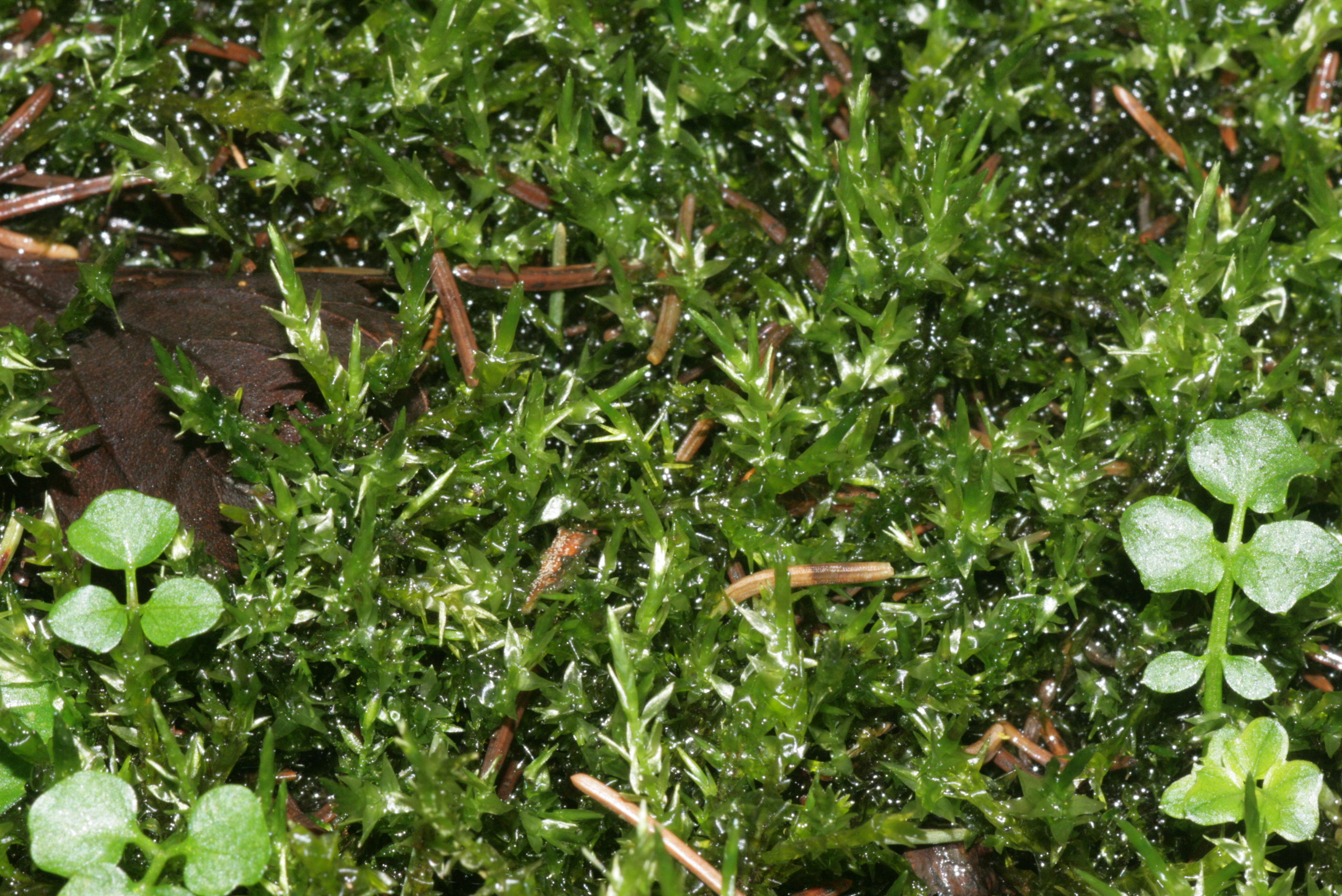
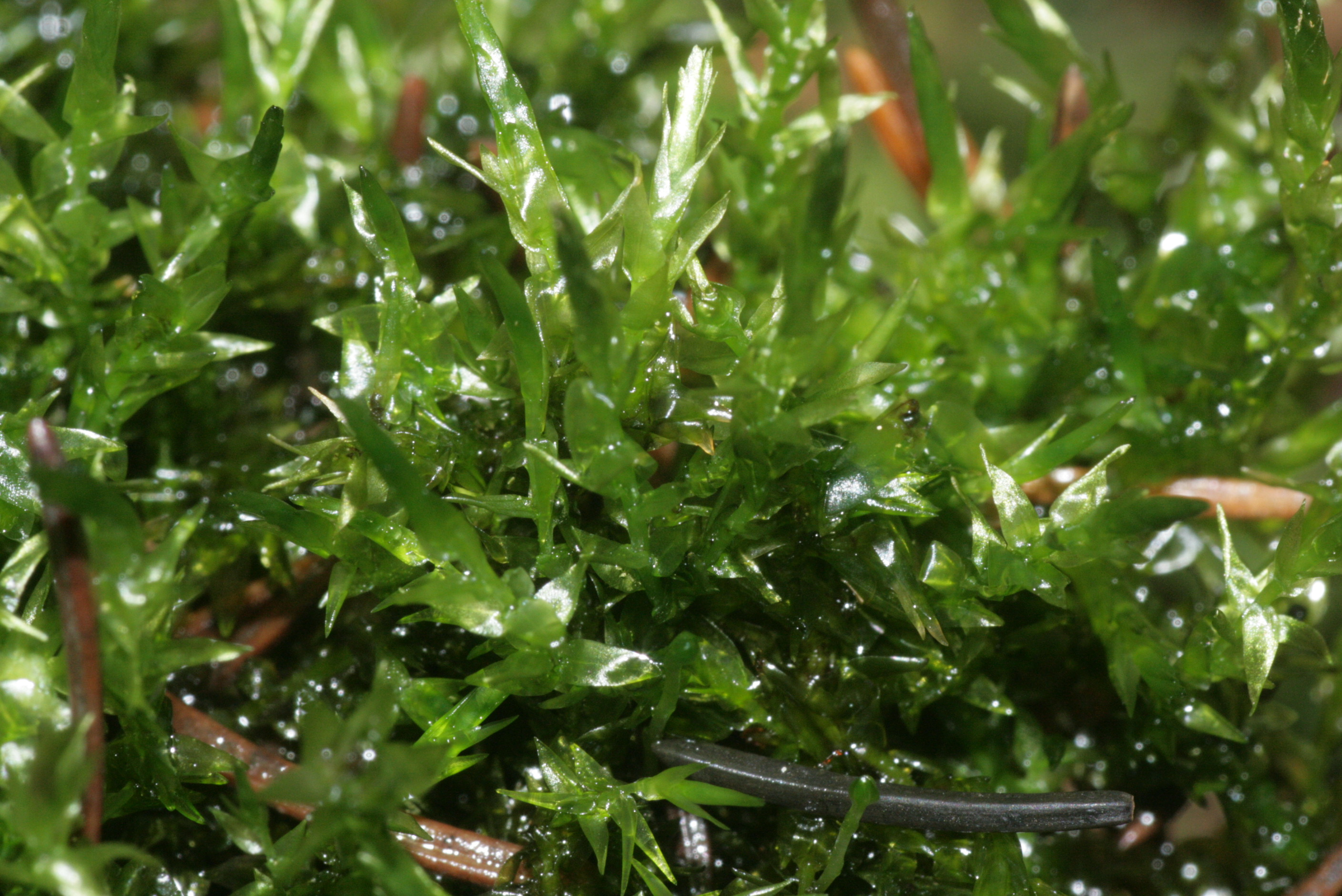
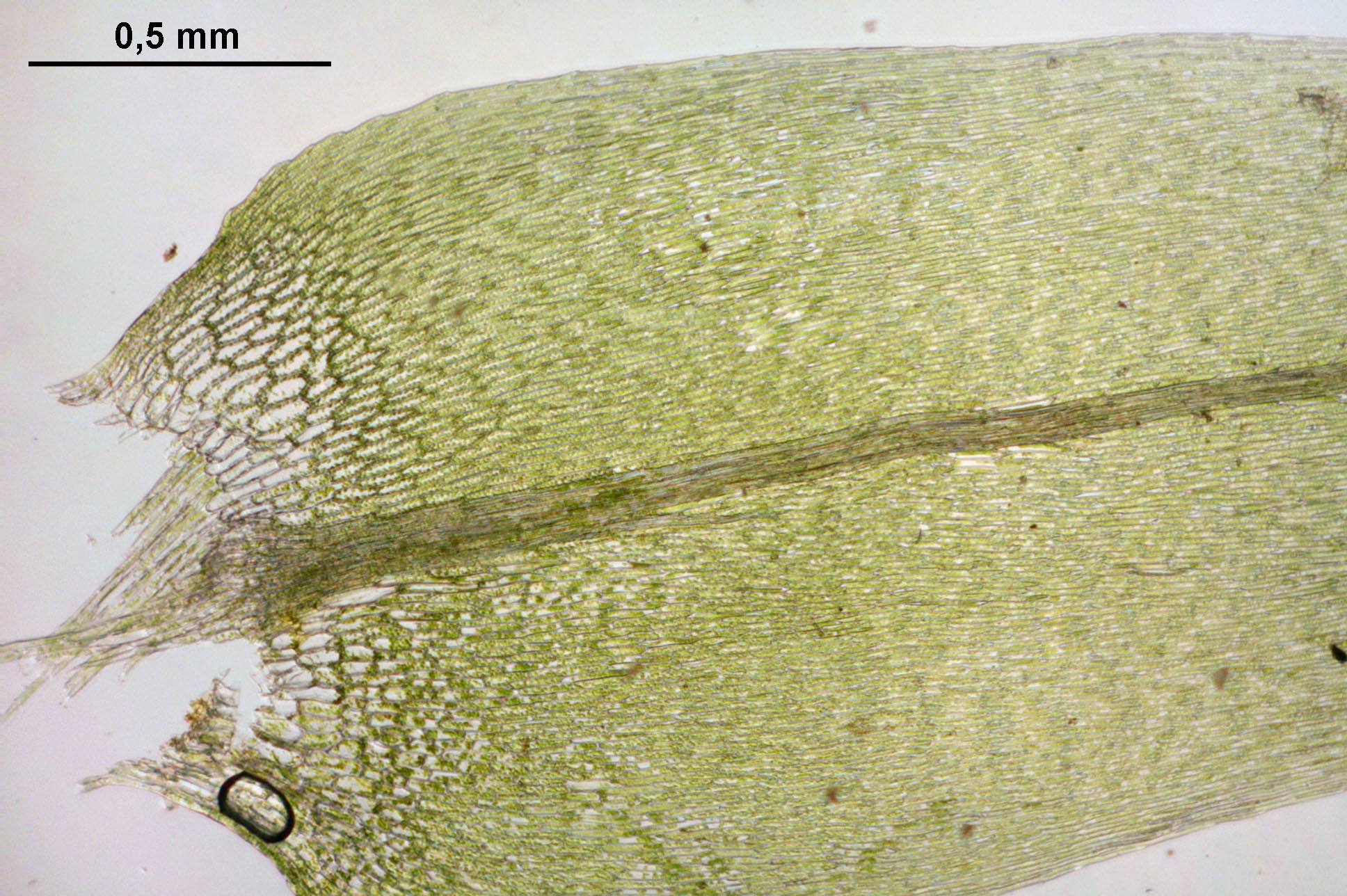
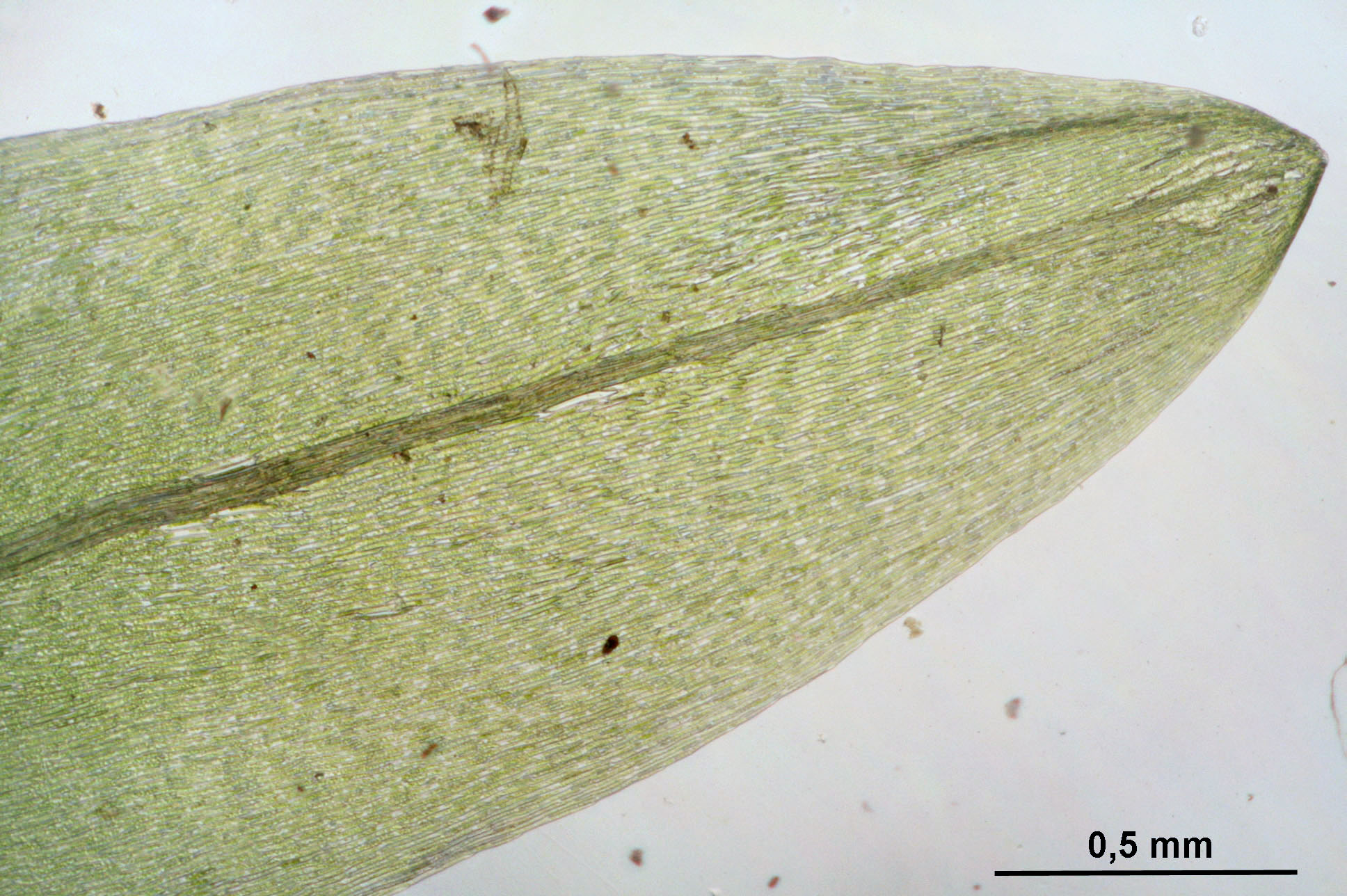